# Mexitrichia unota
Mexitrichia unota är en nattsländeart som beskrevs av Martin E. Mosely 1939. Mexitrichia unota ingår i släktet Mexitrichia och familjen stenhusnattsländor. Inga underarter finns listade i Catalogue of Life.